# Johann Matthäus Meyfart

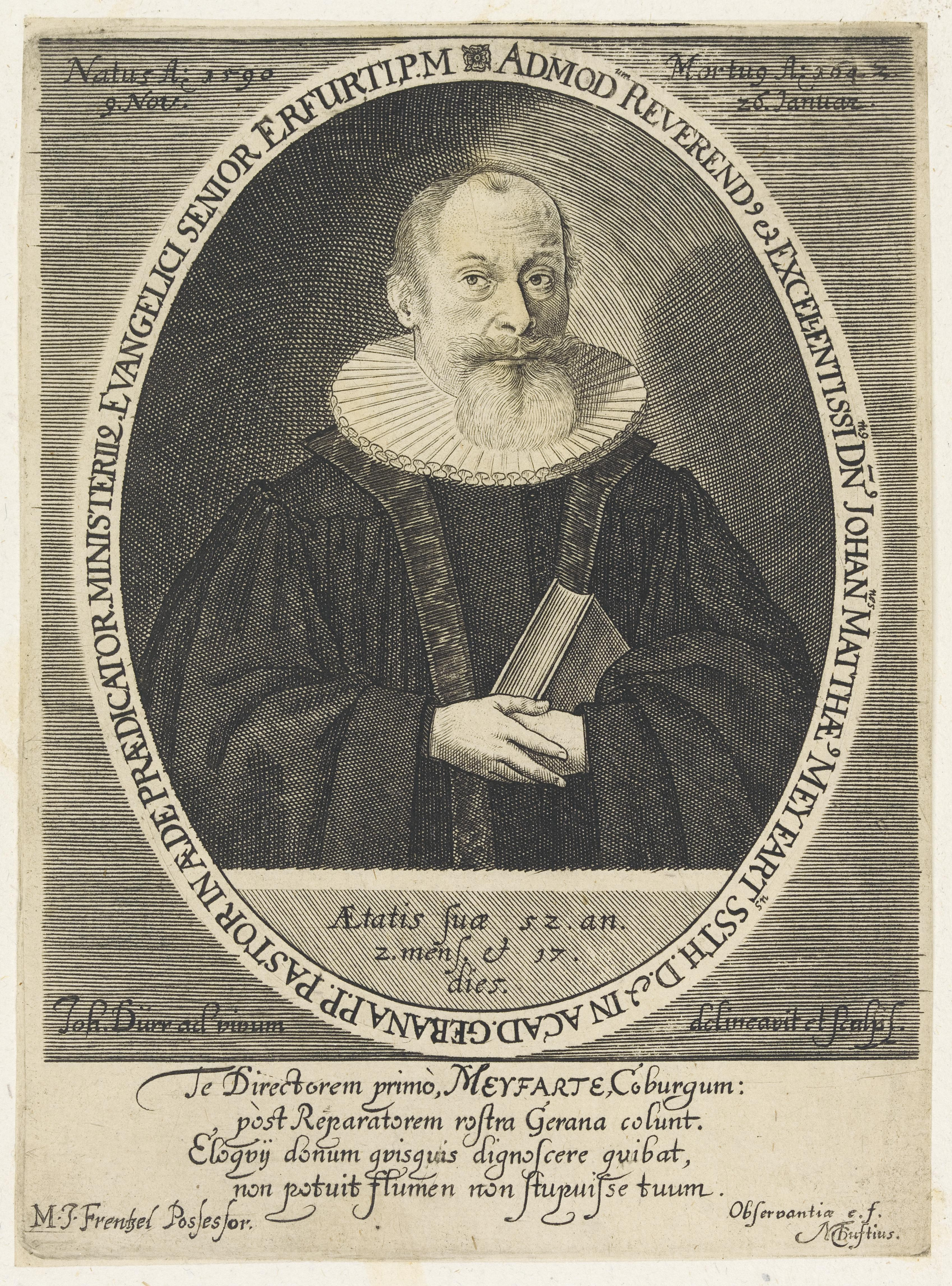
Johann Matthäus Meyfart

Johann Matthäus Meyfart auch: Johann Matthaeus Meyfahrt, Mayfart; (* 9. November 1590 in Jena oder bei Waltershausen; † 26. Januar 1642 in Erfurt) war deutscher, lutherischer Theologe, Pädagoge, Rhetoriker, Erbauungsschriftsteller, Kirchenliederdichter und aktiver Kämpfer gegen die Hexenverfolgung.

## Leben und Wirken
Johann Matthäus Meyfart wurde als Sohn des Pastors Michael Meyfart (um 1555–1638) und der Catharina geb. Fiedler, einer Ratsherrentochter aus Jena, geboren. Sein Vater war 1592–1599 Pfarrer in Wahlwinkel  und anschließend bis zu seinem Tod in Haina/Nesse. Sein Bruder war der evangelische Pfarrer und Lieddichter Heinrich Meyfart († 1635), der das geistliche Lied Ach Gott, dein' arme Christenheit jetzt allenthalb'n Verfolgung leid't verfasst hat.
Er besuchte die Schule in Gotha und bezog im Herbst 1608 die Universität Jena. Nachdem er sich dort dem Studium der freien Künste gewidmet hatte, erwarb er 1613 den akademischen Grad eines Magisters und wendete sich dem Studium der Theologie zu, wechselte dazu am 2. August 1614 an die Universität Wittenberg, wo er aber bald erkrankte und im Winter 1615/16 in sein Elternhaus zurückkehrte. Gesundheitlich genesen nahm er 1616 eine Stelle als Lehrgehilfe an der Universität seiner Heimatstadt an, wurde 1617 als Gymnasialprofessor an das akademische Gymnasium in Coburg berufen und wurde 1623 Rektor der Einrichtung.
Sein Landesherr Johann Casimir sorgte dafür, dass Meyfart zur akademischen Untermauerung seiner Bildungsinstitution 1624 zum Doktor der Theologie promovieren konnte. In dieser Zeit verheiratete er sich mit Barbara, der Tochter des Coburger Stadtschreibers Hans Rösling. In seinen Schriften drang Meyfart auf eine Reform der Sitten in Kirche und Schule; er kritisierte die Schäden im akademischen Lehrbetrieb und im Pfarrerstand und stritt gegen die Praxis der Hexenprozesse.
Meyfart verfasste zudem einige „eschtologisch geprägte“ Erbauungsschriften. Er ist bis heute bekannt als Dichter des Gesangbuchliedes Jerusalem, du hochgebaute Stadt, wollt Gott, ich wär in dir … (Evangelisches Gesangbuch Nr. 150, aus dem Jahr 1626).

### Schrift gegen Hexenprozesse
Meyfart distanzierte sich von Calvins und Luthers Aufrufen zur Verbrennung der Hexen. Er wandte sich gegen die Hexenprozesse seiner Zeit und gegen die Folterung und Hinrichtung von unschuldigen Menschen. 1628 wurde Meyfart Zeuge in einem Hexenprozess. Etwa zeitgleich mit Friedrich Spees Cautio criminalis und 30 Jahre nach dem Gründlichen Bericht von Zauberey und Zauberern von Anton Praetorius verfasste er wohl unter dem Eindruck dieser persönlichen Erfahrungen zwischen 1629 und 1632 seine Schrift: Christliche Erinnerung, An Gewaltige Regenten und Gewissenhafte Praedicanten, wie das abschewliche Laster der Hexerey mit Ernst auszurotten, aber in Verfolgung desselbigen auff Cantzeln und in Gerichtshaeusern sehr bescheidentlich zu handeln sey.

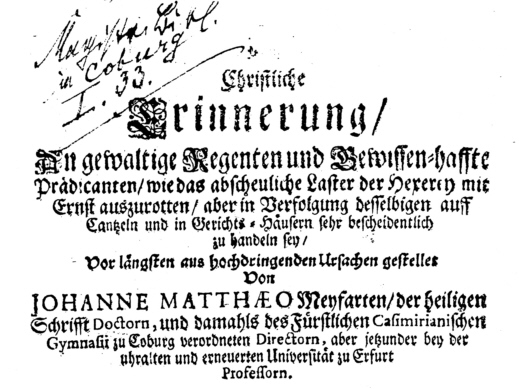
Johann Matthäus Meyfart Schrift 1635

Meyfarts Schrift erschien 1635 in deutscher Sprache und unter seinem vollen Namen. Damit setzte er sich sofort direkten Anfeindungen aus. Interessant ist, dass er sich unmittelbar an die verantwortliche Obrigkeit richtete und für Mäßigung bei den Hexenprozessen eintrat. Mit eindringlichen Worten wandte er sich gegen die Denunziationen und besonders gegen die Folter: „Jetzige Prozesse machen viel Truten (= Hexen) …. Ist denn der Leib des Menschen so ein schlechtes Geschöpff / etwan wie ein Sau-Stall / oder Schaff-Hürde / oder Strohhütten? Daß er ohne Bedencken leichtlich zu verstöhren / und ihr darzu rathen dürffet?“
Meyfart versuchte, sich in die Menschen hinein zu versetzen, denen die Hinrichtung bevorstand: „Ich erzittere fast in meinen Gliedern / wann ich in meinem Sinnen heimlich nachforsche / wie doch einem armen Manne oder Weibe / das in ihrem Gewissen der Unschuld versichert ist / zu Gemüte sey.“ Er setzte sich aus evangelischer Sicht für die ein, die in jener Zeit den Hexenverfolgungen zum Opfer fielen: „Mir ist nicht anders zu Sinnen, als wenn Gott mir armen Diener saget: Errette die, so man töten will.“
Wegen der Zensur konnte sein Buch Christliche Erinnerung in Coburg nicht veröffentlicht werden, wohl aber 1635 in Erfurt. Allerdings wagte bis 1703 kein Verlag mehr, eine weitere Auflage zu drucken.

### Weiteres Leben
1633 wurde Meyfart als Professor an die Lutherisch-Theologische Fakultät der Universität Erfurt berufen. 1634 bis 1636 war er Rektor der Universität. In seinen letzten Jahren war er wieder Gemeindepfarrer an der Erfurter Predigerkirche und Leiter aller Geistlichen im Erfurter Gebiet. Dort war er für die Ausbildung neuer Pfarrer verantwortlich. Er starb, chronisch krank, am 26. Januar 1642 in Erfurt und wurde am 30. Januar 1642 in der Predigerkirche bestattet.

### Familie
Meyfart war zweimal verheiratet. In erster Ehe heiratete er 1618 in Coburg Barbara Rösling, die Tochter des dortigen Stadtschreibers. In seinem erstmals 1627 veröffentlichten Buch Das Himmlische Jerusalem nennt er die Namen von sechs bereits verstorbenen Kindern. Barbara starb 1635. Zwei Jahre später ehelichte Meyfart Anna Catharina, die Tochter des Pastors von Bachra Adelarius Erich. Auch in dieser Ehe wurden mehrere Kinder geboren.

## Werke (Auswahl)
- Das Himmlische Jerusalem oder das Ewige Leben der Churkinder Gottes Auff historische weiße beschrieben, Coburg 1627; Neuauflage Nürnberg 1664 unter dem Titel Das … Buch Von dem Himmlischen Jerusalem, Auf Historische Weise, ohn alle Streitsachen, auß den holdseligsten und frölichsten Contemplationen, so wol Alter als Neuer, doch gelehrter Vätter und Männer beschrieben.
- Christliche Erinnerung … wie das abschewliche Laster der Hexerey mit Ernst ausszurotten. Erfurt 1635.
- Teutsche Rhetorica oder Redekunst. Hrsg. Erich Trunz, Tübingen 1977. (Deutsche Neudrucke, Reihe Barock 25; Ndr. d. Ausg. Coburg 1634)
- Tuba novissima, das ist, von den vier letzten Dingen. Hrsg. Erich Trunz, Tübingen 1979. (Deutsche Neudrucke, Reihe Barock 26; Ndr. d. Ausg. Coburg 1626)
- Tuba poenitentiae prophetica, Das ist Das dritte Capitel des Bußpropheten Jonae in fünff unterschiedlichen Predigten. Coburg 1626.
- De disciplina ecclesiastica. 1633.
- Christliche Erinnerungen von der auß den Evangelischen Hohen Schulen in Teutschland … entwichenen Ordnungen und Erbaren Sitten bey diesen elenden Zeiten eingeschleppten Barbareyen. Schleusingen 1636.
- Mellificium oratorium. 3 Bände Leipzig 1628, 1633, 1637.

## Gedenktag
- 26. Januar im Evangelischen Namenkalender[4]